# Rudyszwałd
Rudyszwałd (deutsch Ruderswald, tschechisch Rudyšvald) ist eine Ortschaft in Oberschlesien. Administrativ liegt sie in der Gemeinde Krzyżanowice (Kreuzenort) im Powiat Raciborski (Landkreis Ratibor) in der Woiwodschaft Schlesien.

## Geografie

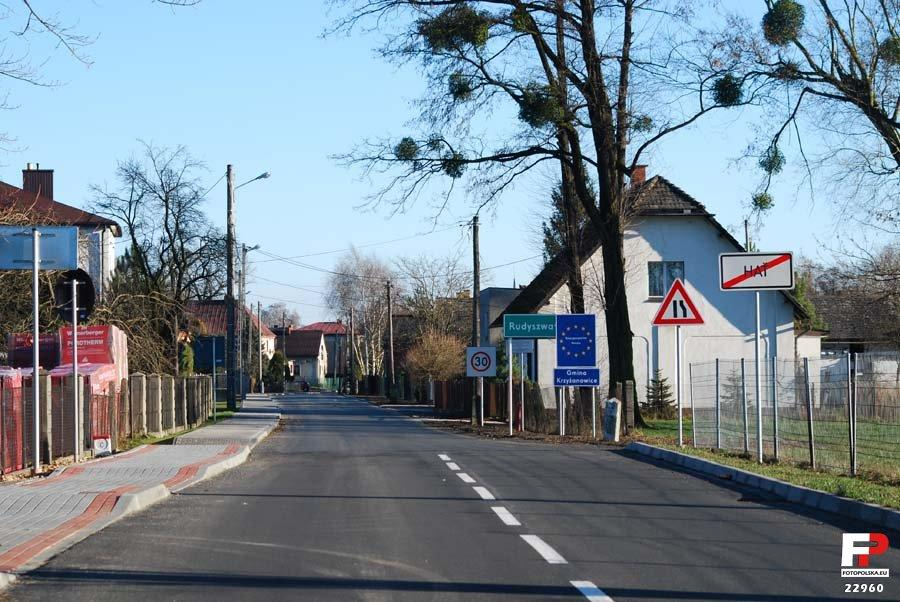
Grenzübergang und Ortsbild

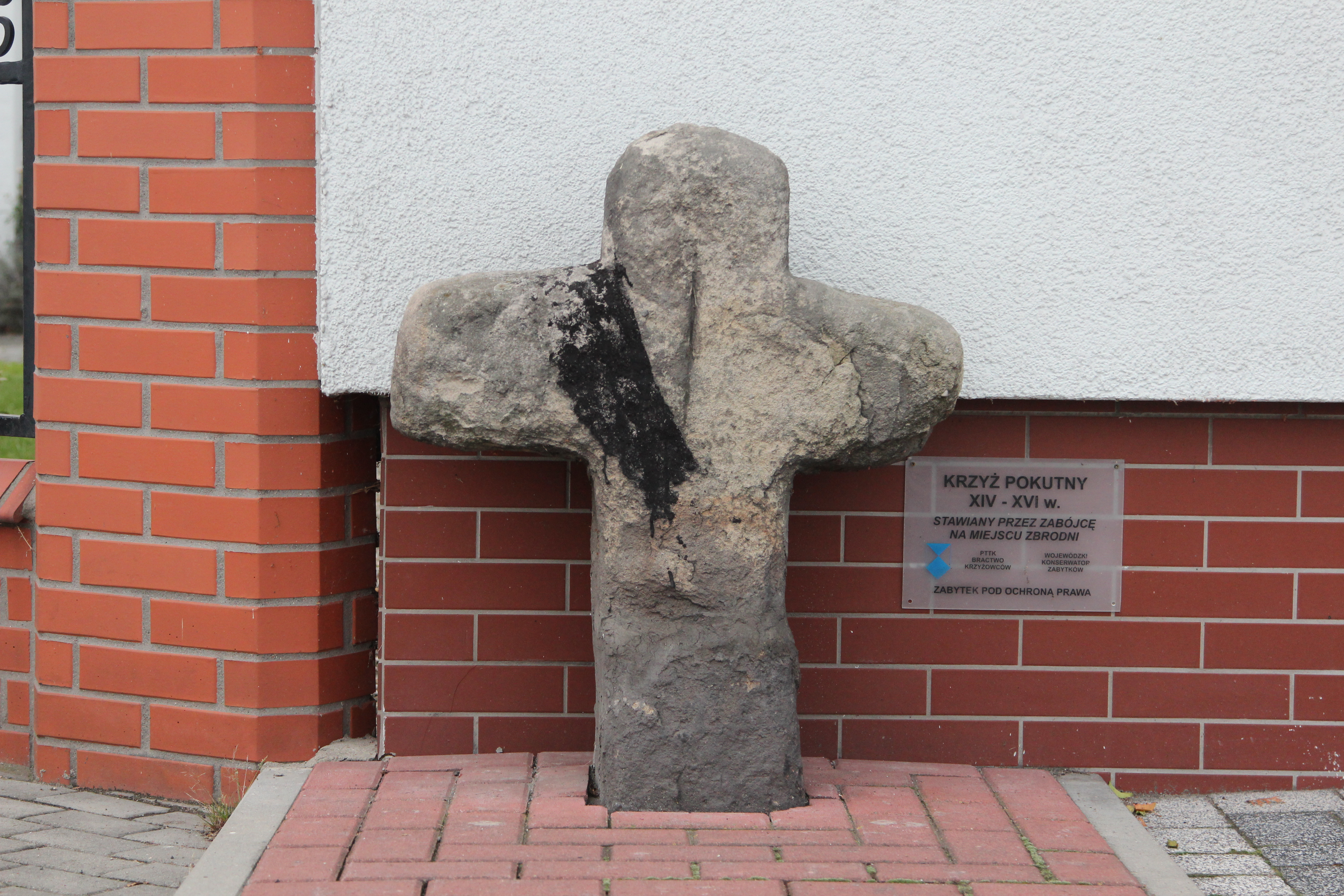
Sühnekreuz

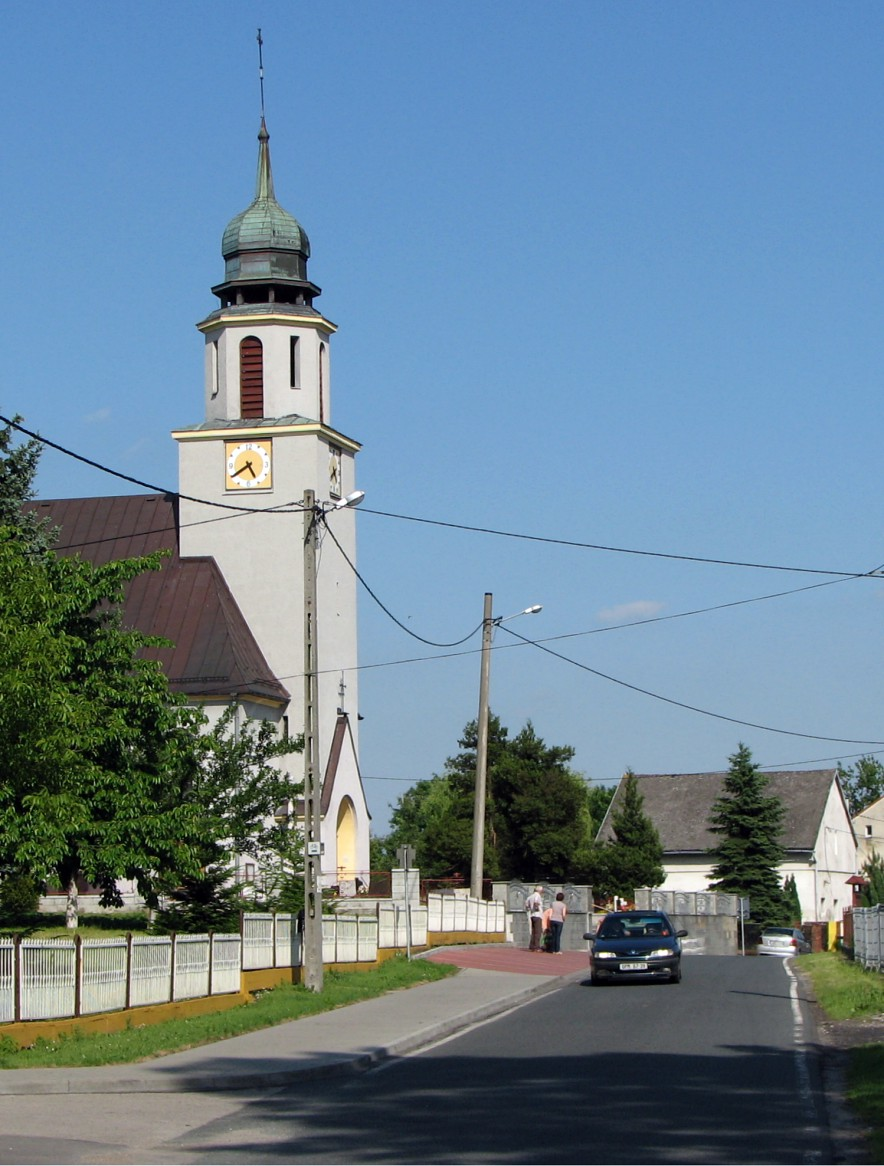
Trinitatiskirche

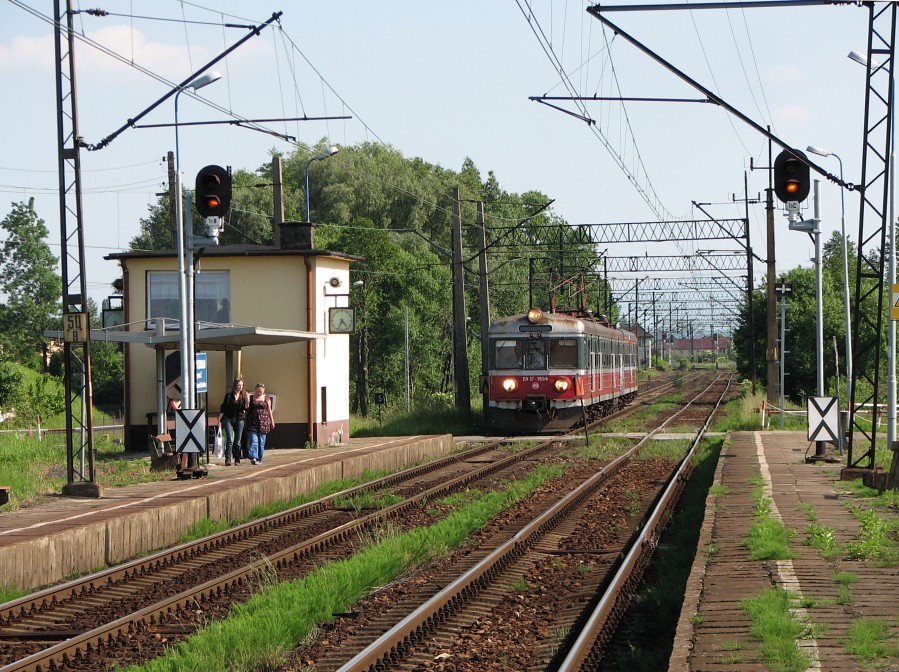
Bahnhaltepunkt

Rudyszwałd liegt sechs Kilometer südlich vom Gemeindesitz Krzyżanowice (Kreuzenort), 16 Kilometer südlich von der Kreisstadt Racibórz (Ratibor) und 62 Kilometer südwestlich von der Woiwodschaftshauptstadt Kattowitz.
Der Ort befindet sich in direkter Nähe zur Grenze mit der Tschechischen Republik. Östlich verläuft die Oder.

## Geschichte
Der Ort entstand spätestens im 13. Jahrhundert. 1295–1305 wurde der Ort im Liber fundationis episcopatus Vratislaviensis (Zehntregister des Bistums Breslau) erstmals urkundlich als „Rudolfwald“ erwähnt. Weitere Erwähnungen folgten als Rudiswalde (1447), Rudoschwaldt (1652), Rudiswald (1679), Rudosswaldt (1687) und Ruderswalde (1743). Der Ortsname deutet auf die deutsche Herkunft der Siedler, aber ihre Nachgeborenen wurden bis zur Neuzeit polonisiert.
Laut dem Bericht der bischöflichen Visitation aus Breslau aus dem Jahr 1687 wurde in der örtlichen Kirche, einer Filie von Tworków, in der polnischen Sprache gepredigt (concio Polonica).
Der Ort wurde 1784 im Buch Beytrage zur Beschreibung von Schlesien als Rudischwald und Ruderswalde erwähnt, gehörte einem Fürsten Lichnowski und lag im Fürstentum Ratibor. Damals hatte er 159 Einwohner, ein Vorwerk, eine Kirche, eine Schule, 13 Bauern, 21 Gärtner und zwei Häusler. In der Mitte des 19. Jahrhunderts war die Pfarrei in Rudyszwałd nach der kirchlichen Schematismen die einzige Pfarrei des Bistums Breslau im Preußischen Schlesien, wo es einen bedeutenden Anteil mährischsprachiger Bevölkerung gab (in der Form der Lachischen Sprache, im Westen befand sich die Kernregion dieser Sprache im Bistum Olmütz, siehe Hultschiner Ländchen) – im Jahr 1857 um 400 Mährer neben 1200 polnischsprachigen Mitglieder der Pfarrei, obwohl viele Linguisten die örtliche Mundart des polnisch-schlesischen Dialektes als Dialekt des schmalen schlesisch-lachischen Grenzgebiets am linken Ufer der Oder kategorisieren, kann man die Mundarten in Tworków (Tworkau) und Bieńkowice (Benkowitz) sogar zur Lachischen Sprache zählen. 1865 bestand Ruderswald aus einem Rittergut und einer Gemeinde. Der Ort hatte zu diesem Zeitpunkt neun Bauernhöfe, fünf Halbbauern, zwölf Gärtner und 35 Häuslerstellen, sowie eine Schule mit 99 Schülern und eine hölzerne Kirche.
Bei der Volksabstimmung in Oberschlesien am 20. März 1921 stimmten vor Ort 354 Wahlberechtigte für einen Verbleib Oberschlesiens bei Deutschland und 115 für eine Zugehörigkeit zu Polen. Ruderswald verblieb nach der Teilung Oberschlesiens beim Deutschen Reich. Im Zuge der Regelung der im  Versailler Vertrag von 1919 noch ungeklärten Staatszugehörigkeit der Landgemeinden und Gutsbezirke Sandau, Haatsch und Owschütz entschied der Grenzausschuss im Dezember 1922 für eine Grenzziehung westlich von Ruderswald. Die Nachbargemeinde Haatsch wurde 1923 der Tschechoslowakei zugeschlagen; im gleichen Zuge erfolgte die Abtrennung der Kolonie Rakowiec von der an die Tschechoslowakei abgetretenen Gemeinde Schillersdorf und deren Rückgabe an Preußen. Rakowiec wurde der Gemeinde GTuderswald zugeschlagen. Bis 1945 befand sich der Ort im Landkreis Ratibor.
1945 kam der bis dahin deutsche Ort unter polnische Verwaltung und wurde anschließend der Woiwodschaft Schlesien angeschlossen und ins polnische Rudyszwałd umbenannt. Ab 1950 gehörte der Ort zur Woiwodschaft Oppeln, ab 1975 zur Woiwodschaft Kattowitz, und seit 1999 ist er Teil des wiedergegründeten Powiat Raciborski und der Woiwodschaft Schlesien.

## Bauwerke
- Die römisch-katholische Trinitatiskirche aus dem Jahr 1935. Einst befand sich im Ort eine Schrotholzkirche.
- Nepomukkapelle, eine Wegkapelle
- Herz-Jesu-Kapelle, eine Wegkapelle
- Mariä-Himmelfahrt-Kapelle, eine Wegkapelle
- Sühnekreuz aus Sandstein
- Wegkreuze

## Vereine
Im Ort gibt es eine Freiwillige Feuerwehr, einen Landfrauengruppe, sowie eine DFK-Ortsgruppe der Deutschen Minderheit.

## Wappen
Das Wappen zeigt mehrere Bäume und eine Person wahrscheinlich beim Roden. Dabei handelt es sich um ein Redendes Wappen, das den ersten Teil des Ortsnamens als Roden deutet.